# فولادشهر
فولادشهر (بالفارسية: فولادشهر) هي مدينة تقع في إيران في أصفهان. يقدر عدد سكانها بـ 185,496 نسمة وترتفع عن سطح البحر 1,700 متر.